# ISO 3166-2
La norma ISO 3166-2 és la segona part de l'estàndard de l'ISO 3166. És un sistema de codis de país creat per a xifrar els noms de subdivisions dels països (entitats territorials), així com les àrees dependents. El propòsit de l'estàndard és establir una sèrie mundial d'abreviatures curtes per als llocs per al seu ús en etiquetes de paquets, envasos i altres objectes similars. Un codi alfanumèric curt pot servir per a indicar clarament una localització d'una forma més convenient i menys més ambigua que el topònim complet.
| Mida                     | Alfa | Numèric | Alfa-numèric                                                          |
| ------------------------ | --- | --- | --------------------------------------------------------------------- |
| Constant 1 caràcter      | Lliure: Parcialment lliure: ISO - Copyright: Sense classificar: AR, BO, CR, EC, FJ, GM, KI, KM, LS, LU, MG, NE, RW, SL, ST, TG, TM, VE | GA, IS, AT | PA                                                                    |
| Constant 2 caràcters     | Lliure: CH, US Parcialment lliure: AL, ID ISO - Copyright: Sense classificar: AE, AM, AU, BI, BJ, BN, BR, BS, BW, BY, CA, CD, CF, CL, CM, CV, CZ, DE, DJ, ER, ET, FI, GE, GH, GN, GT, GW, GY, HN, HT, HU, IN, IT, IQ, JO, KW, LA, LB, LR, LT, LV, LY, MD, MU, MW, NA, NG, NI, NL, NP, OM, PK, PL, QA, SB, SH, SK, SN, SO, SR, SV, SY, SZ, TJ, TL, UY, UZ, WS, YE, YU, ZA, ZW | Lliure: Parcialment lliure: TN ISO - Copyright: Sense classificar: BD, BG, BH, CI, CN, CU, CY, DO, DZ, EE, GR, HR, IR, JM, JP, KR, LK, MM, MY, NO, PT, SA, SD, TR, TZ, UA, UM, VN, ZM | Lliure: FR Sense classificar: BT                                      |
| Constant 3 caràcters     | Lliure: Parcialment lliure: KP ISO - Copyright: MA Sense classificar: AO, AF, BA, BE, BF, CS, FM, GB, KZ, MD, MH, MX, NZ, PE, PG, PH, TT, TW | Lliure: Parcialment lliure: ISO - Copyright: Sense classificar: DK, KE, SI, UG, VU |                                                                       |
| Barrejat 1,2 caràcters   | Lliure: Parcialment lliure: ISO - Copyright: Sense classificar: no system?: ES, GQ, IE, IL 1 per a regions, 2 per a capitals: KG 1 per a cabdals, 2 per a departments: RO 1 com regla general, 2 per a excepcions SE | Lliure: Parcialment lliure: ISO - Copyright: Sense classificar: KH | Lliure: Parcialment lliure: ISO - Copyright: Sense classificar: TH    |
| Barrejat 2,3 caràcters   | Lliure: Parcialment lliure: ISO - Copyright: CO Sense classificar: ?:BZ, EG, TD 2 per a repúbliques, 3 per a ciutats, regions, districtes: RU 2 per a ciutats, 3 per a divisions subregionals: AZ 2 per a Capitals, 3 altres: ?? | | MR, MV                                                                |
| Barrejat 1,3 caràcters   | Lliure: Parcialment lliure: ISO - Copyright: Sense classificar: MZ | Lliure: Parcialment lliure: ISO - Copyright: Sense classificar: MN | Lliure: Parcialment lliure: ISO - Copyright: Sense classificar: ML    |
| Barrejat 1,2,3 caràcters | | | Lliure: Parcialment lliure: ISO - Copyright: Sense classificar:CG, PY |